# 프와니주

프와니 주의 위치

프와니주(Pwani)는 탄자니아 동부에 위치한 주로, 주도는 키바하이며 면적은 32,407km2, 인구는 889,154명(2002년 기준)이다. 북쪽으로는 탕가 주, 동쪽으로는 다르에스살람 주, 인도양과 인접해 있으며 남쪽으로는 린디 주, 서쪽으로는 모로고로 주와 인접해 있다. 프와니는 스와힐리어로 "연안"을 뜻한다.